# Посвентне (гмина, Воломинский повет)
Посвентне (пол. Poświętne) — сельская гмина (волость) в Польше, входит как административная единица в Воломинский повет, Мазовецкое воеводство. Население — 5989 человек (на 2004 год).

## Демография
| Перепись                       | Всего   | Всего | Женщины | Женщины | Мужчины | Мужчины |
| ------------------------------ | ------- | ----- | ------- | ------- | ------- | ------- |
| Единицы                        | человек | %     | человек | %       | человек | %       |
| Население                      | 5989    | 100   | 2947    | 49,2    | 3042    | 50,8    |
| Плотность населения (чел./км²) | 56,4    | 56,4  | 27,7    | 27,7    | 28,6    | 28,6    |

## Сельские округа
1. Хоины
2. Цыгув
3. Чубаёвизна
4. Домбровица
5. Хеленув
6. Ядвинев
7. Юзефин
8. Кельчиковизна
9. Кольно
10. Крубки-Гурки
11. Лясковизна
12. Малкув
13. Мендзылесь
14. Мендзыполе
15. Надбель
16. Нове-Ренчае
17. Новы-Цыгув
18. Островик
19. Посвентне
20. Ренчае-Польске
21. Ройкув
22. Стружки
23. Тшцинка
24. Туже
25. Воля-Цыговска
26. Воля-Ренчайска
27. Вулька-Домбровицка
28. Забранец

## Соседние гмины
1. Гмина Клембув
2. Гмина Станиславув
3. Гмина Страхувка
4. Гмина Тлущ
5. Гмина Воломин
6. Зелёнка